# Frücht
Frücht ist eine Ortsgemeinde im Rhein-Lahn-Kreis in Rheinland-Pfalz. Sie gehört der Verbandsgemeinde Bad Ems-Nassau an.

## Geographie
Frücht liegt kurz vor Lahnstein am Rande des Hintertaunus, jeweils mit etwa sieben Kilometern (Luftlinie) zwischen Koblenz und Bad Ems.
Nachbarorte sind die Ortsgemeinden Miellen im Nordwesten und Nievern im Norden sowie die Städte Bad Ems im Nordosten und Lahnstein im Westen.

## Geschichte
Frücht wurde 1159 erstmals als Wruhte erwähnt. Bis 1613 gehörte Frücht zur Grafschaft Nassau und wurde dann an Johann Gottfried vom Stein verkauft. Frücht gehörte zusammen mit Schweighausen zur reichsunmittelbaren Herrschaft vom Stein, deren letzter Besitzer Heinrich Friedrich Karl vom und zum Stein war. Dessen Herrschaftsgebiet wurde 1804/06 dem Herzogtum Nassau angeschlossen, dem es bis 1866 angehörte. Verwaltungsmäßig war Frücht dem nassauischen Amt Braubach zugeordnet.
Das Herzogtum Nassau wurde nach dem Deutschen Krieg durch das Königreich Preußen annektiert. Nachfolgend wurde Frücht zunächst dem Rheingaukreis im Regierungsbezirk Wiesbaden der preußischen Provinz Hessen-Nassau zugeordnet, ab 1886, als die bisherigen Kreise im Rahmen einer Reform verkleinert wurden, dem neu gegründeten Kreis Sankt Goarshausen (später: Landkreis Sankt Goarshausen und Loreleykreis).
Nach dem Zweiten Weltkrieg der französischen Besatzungszone zugeteilt, wurde der Ort 1946 Teil des damals neu gebildeten Landes Rheinland-Pfalz. Infolge der Kreisreform von 1969 wurden der Loreleykreis und der Unterlahnkreis zum heutigen Rhein-Lahn-Kreis zusammengelegt.

## Politik

### Gemeinderat
Der Gemeinderat in Frücht besteht aus zwölf Ratsmitgliedern, die bei der Kommunalwahl am 9. Juni 2024 in einer personalisierten Verhältniswahl gewählt wurden, und dem ehrenamtlichen Ortsbürgermeister als Vorsitzendem.
Die Sitzverteilung im Gemeinderat:
| Wahl | SPD | FWG | Gesamt   |
| ---- | --- | --- | -------- |
| 2024 | 5   | 7   | 12 Sitze |
| 2019 | 4   | 8   | 12 Sitze |
| 2014 | 5   | 7   | 12 Sitze |
| 2009 | 5   | 7   | 12 Sitze |
| 2004 | 5   | 7   | 12 Sitze |

### Bürgermeister
Marco Hößel wurde am 18. Juli 2024 Ortsbürgermeister von Frücht. Bei der Direktwahl am 9. Juni 2024 hatte er sich mit einem Stimmenanteil von 66,2 % gegen einen Mitbewerber durchgesetzt und wurde damit für fünf Jahre zum Bürgermeister gewählt.
Hößels Vorgänger Andreas Schilbach (FWG) hatte das Amt 2019 übernommen. Bei der Direktwahl am 26. Mai 2019 war er mit einem Stimmenanteil von 80,67 % gewählt worden und wurde damit Nachfolger von Dieter Hahn (SPD).

## Bauwerke

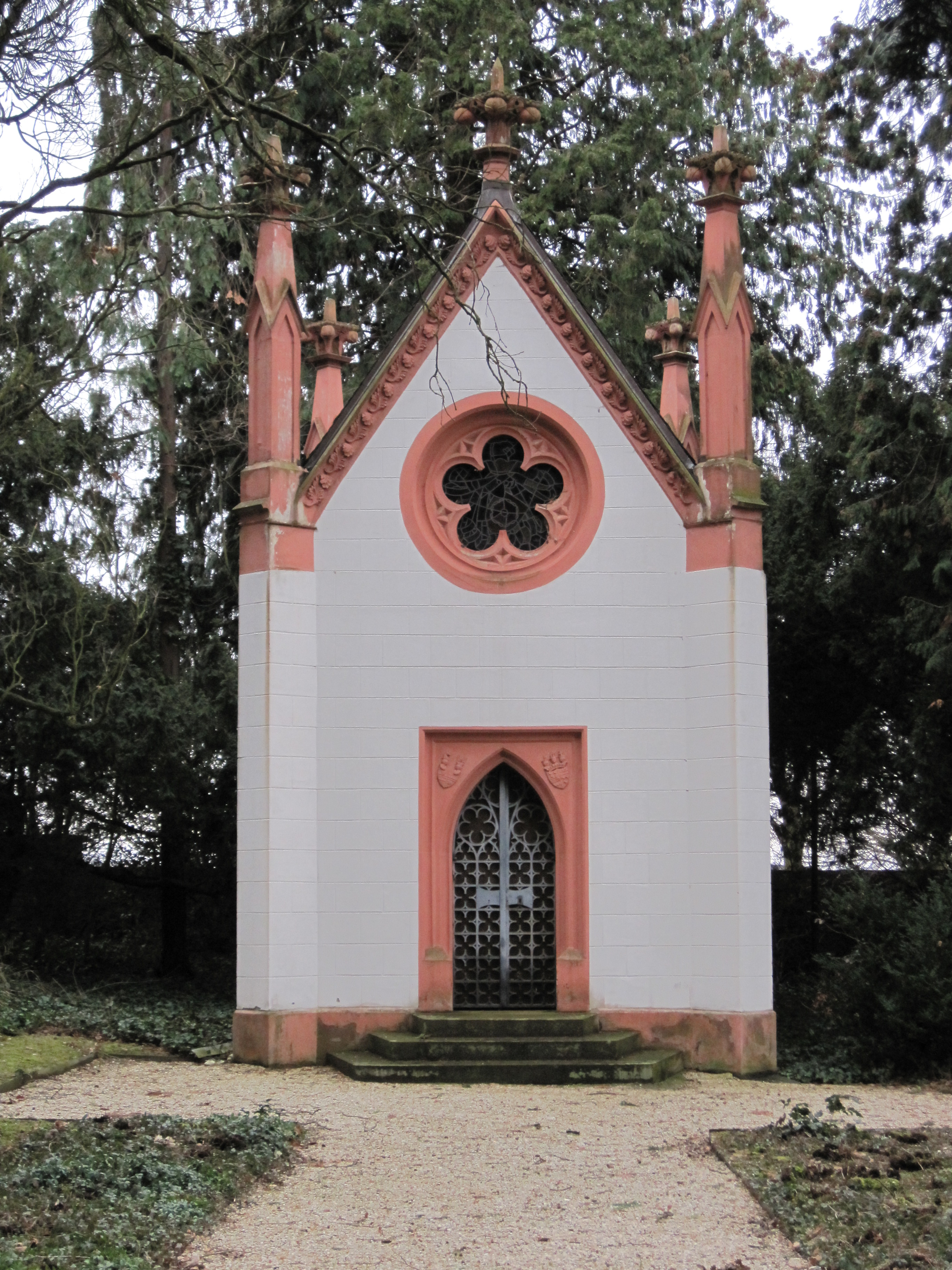
Familiengruft der Reichsfreiherren vom und zum Stein

Neben der evangelischen Kirche am südlichen Ortsausgang liegt die Familiengruft der Reichsfreiherren vom und zum Stein. Auch ihr bekanntestes Mitglied, der preußische Reformminister Heinrich Friedrich Karl vom Stein liegt dort begraben. Die Grabkapelle wurde 1835 bis 1843 nach Plänen des bedeutenden Münchner Architekten Joseph Daniel Ohlmüller entworfen. Die Marmorreliefs fertigten Ludwig Schwanthaler (München), der Kölner Bildhauer Peter Joseph Imhoff und Robert Cauer der Ältere (Bad Kreuznach) an.

## Verkehr
Berghausen liegt an der Kreisstraße 67, von der östlich des Ortes die K 65 abzweigt.